# Artère interosseuse postérieure
L'artère interosseuse postérieure (ou artère interosseuse dorsale) est une artère de l'avant-bras.

## Origine
L'artère interosseuse postérieure est la branche terminale postérieure de l'artère interosseuse commune.

## Trajet
L'artère interosseuse postérieure passe en arrière entre le cordon oblique et le bord supérieur de la membrane interosseuse pour passer dans la loge antébrachiale postérieure.
Elle descend entre les couches superficielle et profonde de la loge en les vascularisant.
Au niveau des muscles long abducteur du pouce et court extenseur du pouce, elle est accompagnée du nerf interosseux postérieur.
Dans la partie inférieure de l'avant-bras, elle s'anastomose avec la terminaison de l'artère interosseuse antérieure et avec le réseau carpien dorsal.

### Branches
L'artère interosseuse récurrente prend naissance près de son origine.